# Claude Bibeau
Pour les articles homonymes, voir Bibeau.
Claude Bibeau (Drummondville, 1954 – Montréal, 1999) est un artiste-peintre, sculpteur, scénographe et un collectionneur québécois. En 1973, l'artiste se fait connaître en fondant le Mouvement Bonbon avec le peintre Colin Chabot. Décrites et étiquetés hyperréalistes, tantôt naïfs ou surréalistes, les tableaux de Claude Bibeau révèlent une personnalité d'artiste unique et une vision incisive et originale de la société in Consortium de promotion des arts et de la culture du Saguenay-Lac-Saint-Jean.

## Biographie
Claude Bibeau (1954-1999), natif de Drummondville au Québec, a poursuivi une carrière de peintre pendant un peu plus d’une vingtaine d’années. Ses œuvres ont été exposées en France, au Mexique et au Canada. La plupart de ses œuvres se retrouvent dans des collections privées en Europe et en Amérique du Nord. Tantôt étiquetés hyperréalistes, tantôt naïfs, tantôt surréalistes, les tableaux de Claude Bibeau révèlent surtout une personnalité d’artiste unique et une vision incisive et originale de la société. Doté d’une grande maîtrise du dessin et des coloris, Bibeau a laissé derrière lui une œuvre riche, mature et malheureusement inachevée. Deux de ses tableaux majeurs, « Figure de tragédie » et « Sébastien», font partie de la collection du Musée national des beaux-arts du Québec. Il a exploité les thèmes de l'art naïf ; paysages, objets et personnages sont ainsi stylisés ; il a été inspiré par le  pop-art dont il fut l'un des seuls représentants au Québec, par l'imagerie psychédélique, l'hyperréalisme et le surréalisme. Il meurt prématurément, le 30 juillet 1999, des suites d'une longue maladie.

## Expositions sélectives
- 1975     Exposition avec le groupe Bonbon, Galerie Media, Montréal.
- 1976-1979 -  Réalisation de décors, d'affiches et de brochures pour diverses troupes de théâtre jeune public, en particulier La Cannerie, de Drummondville.
- 1979-1980 - Études en design graphique à l'Université du Québec à Montréal.
- 1980 - Réalisation des illustrations du livre Le Tao sexuel publié par Les Éditions Jean Basile, Montréal.
- 1984-1996-Participation à l'exposition collective annuelle de l'Institut Thomas More de Montréal.
- 1985 - Exposition " Huit peintres réalistes " ; Galerie L'Art Français, Montréal.
- Participation à Sid'Art, volet culturel de la 5e Conférence internationale sur le sida, Montréal.